# ヒライアカル・ライジング
ヒライアカル・ライジング (heliacal rising) は、ある天体が太陽を伴って東の地平線から昇る現象のことである。伴日出（はんにちしゅつ）、日出昇天（にっしゅつしょうてん）ともいう。
ただし、現実に太陽とともに出てしまっては、太陽の光が強いためその天体を視認することはできない。そのため、実際には太陽が昇る直前に天体が昇ることをいう。古代エジプトにおけるソティス（シリウス）のヒライアカル・ライジングがよく知られている。